# Nagy-Britannia az 1968. évi nyári olimpiai játékokon
Nagy-Britannia a mexikói Mexikóvárosban megrendezett 1968. évi nyári olimpiai játékok egyik részt vevő nemzete volt. Az országot az olimpián 16 sportágban 225 sportoló képviselte, akik összesen 13 érmet szereztek.

## Érmesek
| Érem  | Versenyző                                 | Sportág       | Versenyszám          |
| ----- | ----------------------------------------- | ------------- | -------------------- |
| Arany | David Hemery                              | Atlétika      | Férfi 400 m gát      |
| Arany | Derek Allhusen Reuben Jones Richard Meade | Lovaglás      | Csapat lovastusa     |
| Arany | Chris Finnegan                            | Ökölvívás     | Középsúly            |
| Arany | John Braithwaite                          | Sportlövészet | Trap                 |
| Arany | Iain MacDonald-Smith Rodney Pattisson     | Vitorlázás    | Repülő hollandi      |
| Ezüst | Lillian Board                             | Atlétika      | Női 400 m            |
| Ezüst | Sheila Parkin-Sherwood                    | Atlétika      | Női távolugrás       |
| Ezüst | Marion Coakes                             | Lovaglás      | Egyéni díjugratás    |
| Ezüst | Derek Allhusen                            | Lovaglás      | Egyéni lovastusa     |
| Ezüst | Martyn Woodroffe                          | Úszás         | Férfi 200 m pillangó |
| Bronz | John Sherwood                             | Atlétika      | Férfi 400 m gát      |
| Bronz | David Broome                              | Lovaglás      | Egyéni díjugratás    |
| Bronz | Robin Aisher Paul Anderson Adrian Jardine | Vitorlázás    | 5,5 méteres          |

## Atlétika
Férfi
| Ronald Jones                                                   | 100 m           | 10,45    | 3. | 21.** | 10,42   | 6.      | 26.     | kiesett | kiesett | kiesett | kiesett       | kiesett       |         |         |         |
| Barrie Kelly                                                   | 100 m           | 10,55    | 3. | 34.** | 10,35   | 5.      | 19.     | kiesett | kiesett | kiesett | kiesett       | kiesett       |         |         |         |
| Ralph Banthorpe                                                | 200 m           | 20,73    | 2. | 11.   | 20,83   | 4.      | 12.*    | 20,88   | 7.      | 13.     | kiesett       | kiesett       |         |         |         |
| Richard Steane                                                 | 200 m           | 20,66    | 3. | 6.*   | 20,81   | 3.      | 11.     | 20,85   | 6.      | 12.     | kiesett       | kiesett       |         |         |         |
| Colin Campbell                                                 | 400 m           | 46,66    | 2. | 28.   | 46,35   | 6.      | 22.     | kiesett | kiesett | kiesett | kiesett       | kiesett       |         |         |         |
| Howard Davies                                                  | 400 m           | 47,30    | 5. | 42.   | kiesett | kiesett | kiesett | kiesett | kiesett | kiesett | kiesett       | kiesett       |         |         |         |
| Martin Winbolt-Lewis                                           | 400 m           | 46,27    | 2. | 19.   | 45,91   | 5.      | 10.     | kiesett | kiesett | kiesett | kiesett       | kiesett       |         |         |         |
| Christopher Carter                                             | 800 m           | 1:52,99  | 6. | 35.   |         |         |         | kiesett | kiesett | kiesett | kiesett       | kiesett       |         |         |         |
| Dave Cropper                                                   | 800 m           | 1:47,96  | 1. | 10.*  |         |         |         | 1:47,67 | 8.      | 13.     | kiesett       | kiesett       |         |         |         |
| Maurice Benn                                                   | 1500 m          | 3:56,43  | 8. | 33.   |         |         |         | kiesett | kiesett | kiesett | kiesett       | kiesett       |         |         |         |
| John Boulter                                                   | 1500 m          | 3:51,63  | 3. | 16.   |         |         |         | 3:56,13 | 9.      | 18.     | kiesett       | kiesett       |         |         |         |
| John Whetton                                                   | 1500 m          | 3:53,04  | 3. | 22.   |         |         |         | 3:52,05 | 3.      | 3.      | 3:43,90       | 5.            |         |         |         |
| Alan Blinston                                                  | 5000 m          | 15:06,28 | 7. | 24.   |         |         |         |         |         |         | kiesett       | kiesett       |         |         |         |
| Alan Rushmer                                                   | 5000 m          | 15:05,17 | 8. | 23.   |         |         |         |         |         |         | kiesett       | kiesett       |         |         |         |
| Dick Taylor                                                    | 5000 m          | 14:46,52 | 8. | 20.   |         |         |         |         |         |         | kiesett       | kiesett       |         |         |         |
| Ron Hill                                                       | 10 000 m        |          |    |       |         |         |         |         |         |         | 29:53,2       | 7.            |         |         |         |
| Jim Hogan                                                      | 10 000 m        |          |    |       |         |         |         |         |         |         | 31:18,6       | 27.           |         |         |         |
| Mike Tagg                                                      | 10 000 m        |          |    |       |         |         |         |         |         |         | 30:18,0       | 13.           |         |         |         |
| Mike Parker                                                    | 110 m gát       | 14,16    | 4. | 21.   |         |         |         | kiesett | kiesett | kiesett | kiesett       | kiesett       |         |         |         |
| Alan Pascoe                                                    | 110 m gát       | 14,01    | 4. | 15.   |         |         |         |         |         |         | kiesett       | kiesett       | kiesett | kiesett | kiesett |
| Stuart Storey                                                  | 110 m gát       | 14,20    | 5. | 23.   |         |         |         |         |         |         | kiesett       | kiesett       | kiesett | kiesett | kiesett |
| John Cooper                                                    | 400 m gát       | 51,43    | 3. | 17.   |         |         |         | 50,82   | 7.      | 12.     | kiesett       | kiesett       |         |         |         |
| David Hemery                                                   | 400 m gát       | 50,33    | 2. | 8.    |         |         |         | 49,37   | 3.      | 5.*     | 48,12         |               |         |         |         |
| John Sherwood                                                  | 400 m gát       | 50,31    | 4. | 7.    |         |         |         | 49,37   | 3.      | 5.*     | 49,03         |               |         |         |         |
| Gareth Bryan-Jones                                             | 3000 m akadály  | 9:16,86  | 7. | 18.   |         |         |         |         |         |         | kiesett       | kiesett       |         |         |         |
| Maurice Herriott                                               | 3000 m akadály  | 9:34,68  | 8. | 29.   |         |         |         |         |         |         | kiesett       | kiesett       |         |         |         |
| John Jackson                                                   | 3000 m akadály  | 9:11,33  | 5. | 14.   |         |         |         |         |         |         | kiesett       | kiesett       |         |         |         |
| Bill Adcocks                                                   | Maraton         |          |    |       |         |         |         |         |         |         | 2:25:33       | 5.            |         |         |         |
| Jim Alder                                                      | Maraton         |          |    |       |         |         |         |         |         |         | nem ért célba | nem ért célba |         |         |         |
| Tim Johnston                                                   | Maraton         |          |    |       |         |         |         |         |         |         | 2:28:04       | 8.            |         |         |         |
| Bob Hughes                                                     | 20 km gyaloglás |          |    |       |         |         |         |         |         |         | 1:43:50       | 24.           |         |         |         |
| Arthur Jones                                                   | 20 km gyaloglás |          |    |       |         |         |         |         |         |         | 1:37:32       | 11.           |         |         |         |
| John Webb                                                      | 20 km gyaloglás |          |    |       |         |         |         |         |         |         | 1:42:51       | 22.           |         |         |         |
| Bryan Eley                                                     | 50 km gyaloglás |          |    |       |         |         |         |         |         |         | 4:37:32       | 7.            |         |         |         |
| Shaun Lightman                                                 | 50 km gyaloglás |          |    |       |         |         |         |         |         |         | 4:52:20       | 18.           |         |         |         |
| Paul Nihill                                                    | 50 km gyaloglás |          |    |       |         |         |         |         |         |         | nem ért célba | nem ért célba |         |         |         |
| Joe Speake Ronald Jones Ralph Banthorpe Barrie Kelly           | 4 × 100 m váltó | 39,33    | 4. | 9.    |         |         |         | 39,46   | 5.      | 8.*     | kiesett       | kiesett       |         |         |         |
| Martin Winbolt-Lewis Colin Campbell David Hemery John Sherwood | 4 × 400 m váltó | 3:03,67  | 2. | 4.    |         |         |         |         |         |         | 3:01,21       | 5.            |         |         |         |

| Versenyző    | Versenyszám   | Selejtező                | Selejtező                | Döntő    | Döntő    |
| Versenyző    | Versenyszám   | Eredmény                 | Helyezés                 | Eredmény | Helyezés |
| ------------ | ------------- | ------------------------ | ------------------------ | -------- | -------- |
| Mike Bull    | Rúdugrás      | 490 cm                   | 9.**                     | 500 cm   | 13.      |
| Lynn Davies  | Távolugrás    | 794 cm                   | 3.                       | 794 cm   | 9.       |
| Alan Lerwill | Távolugrás    | 762 cm                   | 19.                      | kiesett  | kiesett  |
| Peter Reed   | Távolugrás    | érvényes kísérlet nélkül | érvényes kísérlet nélkül | kiesett  | kiesett  |
| Fred Alsop   | Hármasugrás   | 15,71 m                  | 23.                      | kiesett  | kiesett  |
| Derek Boosey | Hármasugrás   | 16,01 m                  | 16.                      | kiesett  | kiesett  |
| Jeff Teale   | Súlylökés     | 18,87 m                  | 12.                      | 18,65 m  | 10.      |
| Bill Tancred | Diszkoszvetés | 51,74 m                  | 24.                      | kiesett  | kiesett  |
| Howard Payne | Kalapácsvetés | 68,06 m                  | 6.                       | 67,62 m  | 10.      |
| Dave Travis  | Gerelyhajítás | 74,36 m                  | 18.                      | kiesett  | kiesett  |

| Versenyző   | Versenyszám | 100 m | 100 m | Távolugrás | Távolugrás | Súlylökés | Súlylökés | Magasugrás | Magasugrás | 400 m | 400 m | 110 m gát | 110 m gát | Diszkoszvetés | Diszkoszvetés | Rúdugrás | Rúdugrás | Gerelyhajítás | Gerelyhajítás | 1500 m  | 1500 m | Végeredmény | Végeredmény |
| Versenyző   | Versenyszám | Idő   | Pont  | Eredmény   | Pont       | Eredmény  | Pont      | Eredmény   | Pont       | Idő   | Pont  | Idő       | Pont      | Eredmény      | Pont          | Eredmény | Pont     | Eredmény      | Pont          | Idő     | Pont   | Pont        | Helyezés    |
| ----------- | ----------- | ----- | ----- | ---------- | ---------- | --------- | --------- | ---------- | ---------- | ----- | ----- | --------- | --------- | ------------- | ------------- | -------- | -------- | ------------- | ------------- | ------- | ------ | ----------- | ----------- |
| Clive Longe | Tízpróba    | 10,96 | 870   | 686 cm     | 781        | 15,10 m   | 796       | 170 cm     | 544        | 49,37 | 844   | 15,55     | 784       | 47,60 m       | 821           | 400 cm   | 617      | 59,30 m       | 727           | 5:18,87 | 312    | 7240        | 13.         |

Női
| Versenyző                                              | Versenyszám     | Előfutam      | Előfutam      | Előfutam      | Negyeddöntő | Negyeddöntő | Negyeddöntő | Elődöntő | Elődöntő | Elődöntő | Döntő   | Döntő    |
| Versenyző                                              | Versenyszám     | Idő           | Hely.         | Össz.         | Idő         | Hely.       | Össz.       | Idő      | Hely.    | Össz.    | Idő     | Helyezés |
| ------------------------------------------------------ | --------------- | ------------- | ------------- | ------------- | ----------- | ----------- | ----------- | -------- | -------- | -------- | ------- | -------- |
| Della James-Pascoe                                     | 100 m           | 11,78         | 4.            | 28.           | 11,36       | 3.          | 9.          | 11,68    | 7.       | 12.      | kiesett | kiesett  |
| Anita Neil                                             | 100 m           | 11,70         | 4.            | 20.           | 11,61       | 6.          | 21.         | kiesett  | kiesett  | kiesett  | kiesett | kiesett  |
| Val Peat                                               | 100 m           | 11,52         | 2.            | 9.            | 11,39       | 3.          | 10.         | 11,81    | 8.       | 16.      | kiesett | kiesett  |
| Maureen Tranter                                        | 200 m           | 23,58         | 5.            | 15.           |             |             |             | kiesett  | kiesett  | kiesett  | kiesett | kiesett  |
| Lillian Board                                          | 200 m           | 23,49         | 4.            | 12.           |             |             |             | 23,52    | 6.       | 12.      | kiesett | kiesett  |
| Lillian Board                                          | 400 m           | 53,00         | 2.            | 2.            |             |             |             | 52,56    | 1.       | 1.       | 52,12   |          |
| Mary Green                                             | 400 m           | 54,00         | 2.            | 11.           |             |             |             | 53,64    | 5.       | 7.       | kiesett | kiesett  |
| Janet Simpson                                          | 400 m           | 53,63         | 3.            | 8.            |             |             |             | 54,01    | 3.       | 9.       | 52,57   | 4.       |
| Pat Lowe-Cropper                                       | 800 m           | 2:09,57       | 3.            | 19.           |             |             |             | 2:06,62  | 3.       | 8.       | 2:04,25 | 6.       |
| Joan Page-Allison                                      | 800 m           | 2:10,21       | 6.            | 22.           |             |             |             | kiesett  | kiesett  | kiesett  | kiesett | kiesett  |
| Sheila Taylor-Carey                                    | 800 m           | 2:04,17       | 3.            | 3.            |             |             |             | 2:05,29  | 3.       | 3.       | 2:03,81 | 4.       |
| Pat Jones                                              | 80 m gát        | 11,03         | 6.            | 21.           |             |             |             | kiesett  | kiesett  | kiesett  | kiesett | kiesett  |
| Pat Pryce-Nutting                                      | 80 m gát        | nem ért célba | nem ért célba | nem ért célba |             |             |             | kiesett  | kiesett  | kiesett  | kiesett | kiesett  |
| Ann Wilson                                             | 80 m gát        | 11,19         | 7.            | 27.           |             |             |             | kiesett  | kiesett  | kiesett  | kiesett | kiesett  |
| Anita Neil Maureen Tranter Janet Simpson Lillian Board | 4 × 100 m váltó | 43,98         | 3.            | 5.            |             |             |             |          |          |          | 43,78   | 7.       |

| Versenyző              | Versenyszám   | Selejtező | Selejtező | Döntő    | Döntő    |
| Versenyző              | Versenyszám   | Eredmény  | Helyezés  | Eredmény | Helyezés |
| ---------------------- | ------------- | --------- | --------- | -------- | -------- |
| Barbara Inkpen         | Magasugrás    | 174 cm    | 7.        | 168 cm   | 13.      |
| Dorothy Shirley        | Magasugrás    | 168 cm    | 20.       | kiesett  | kiesett  |
| Maureen Barton-Chitty  | Távolugrás    | 634 cm    | 11.       | 595 cm   | 12.      |
| Sheila Parkin-Sherwood | Távolugrás    | 642 cm    | 7.        | 668 cm   |          |
| Ann Wilson             | Távolugrás    | 590 cm    | 13.       | kiesett  | kiesett  |
| Sue Platt              | Gerelyhajítás |           |           | 48,52 m  | 15.      |

| Versenyző       | Versenyszám | 80 m gát | 80 m gát | Súlylökés | Súlylökés | Magasugrás | Magasugrás | Távolugrás | Távolugrás | 200 m | 200 m | Végeredmény | Végeredmény |
| Versenyző       | Versenyszám | Idő      | Pont     | Eredmény  | Pont      | Eredmény   | Pont       | Eredmény   | Pont       | Idő   | Pont  | Pont        | Helyezés    |
| --------------- | ----------- | -------- | -------- | --------- | --------- | ---------- | ---------- | ---------- | ---------- | ----- | ----- | ----------- | ----------- |
| Mary Peters     | Ötpróba     | 11,10    | 1044     | 15,09 m   | 1052      | 153 cm     | 869        | 560 cm     | 897        | 24,96 | 941   | 4803        | 9.          |
| Sue Scott-Reeve | Ötpróba     | 11,10    | 1044     | 11,33 m   | 809       | 156 cm     | 902        | 620 cm     | 1034       | 24,33 | 997   | 4786        | 10.         |
| Ann Wilson      | Ötpróba     | 11,14    | 1027     | 10,58 m   | 755       | 162 cm     | 965        | 601 cm     | 991        | 24,88 | 950   | 4688        | 16.         |

* - egy másik versenyzővel/váltóval azonos időt ért el

** - két másik versenyzővel azonos időt/eredményt ért el

## Birkózás
Szabadfogású
| Versenyző         | Versenyszám | 1. forduló                   | 2. forduló                        | 3. forduló                      | 4. forduló                      | 5. forduló        | 6. forduló        | 7. forduló        | Döntő             | Helyezés    |
| Versenyző         | Versenyszám | Ellenfél Eredmény            | Ellenfél Eredmény                 | Ellenfél Eredmény               | Ellenfél Eredmény               | Ellenfél Eredmény | Ellenfél Eredmény | Ellenfél Eredmény | Ellenfél Eredmény | Helyezés    |
| ----------------- | ----------- | ---------------------------- | --------------------------------- | ------------------------------- | ------------------------------- | ----------------- | ----------------- | ----------------- | ----------------- | ----------- |
| John McCourtney   | 63 kg       | Petre Coman (ROU) · 3.5-0.5  | Rusznyák József (HUN) · kétvállas | kiesett                         | kiesett                         | kiesett           | kiesett           | kiesett           | kiesett           | helyezetlen |
| Roger Till        | 70 kg       | Klaus Rost (FRG) · kétvállas | Ángel Aldama (GUA) · kétvállas    | Udey Chand (IND) · kétvállas    | kiesett                         | kiesett           | kiesett           |                   | kiesett           | helyezetlen |
| Anthony Shacklady | 78 kg       | Bajkó Károly (HUN) · 3-1     | Tömöriin Artag (MGL) · kétvállas  | kiesett                         | kiesett                         | kiesett           |                   |                   | kiesett           | helyezetlen |
| Ronald Grinstead  | 87 kg       | Robert Chamberot (CAN) · 1-3 | Robert Nihon (BAH) · kétvállas    | Borisz Gurevics (URS) · 3.5-0.5 | Prodan Gardzsev (BUL) · 3.5-0.5 | kiesett           | kiesett           |                   | kiesett           | helyezetlen |

## Evezés
| Versenyző | Versenyszám  | Előfutam | Előfutam | Vigaszág | Vigaszág | Elődöntő | Elődöntő | Döntő | Döntő   | Döntő | Helyezés |
| Versenyző | Versenyszám  | Idő      | Hely.    | Idő      | Hely.    | Idő      | Hely.    | Típus | Idő     | Hely. | Helyezés |
| --- | ------------ | -------- | -------- | -------- | -------- | -------- | -------- | ----- | ------- | ----- | -------- |
| Kenneth Dwan | Egypárevezős | 8:03,95  | 4.       | 7:41,98  | 1.       | 7:55,90  | 3.       | A     | 8:13,76 | 6.    | 6.       |
| Peter Thomas Andrew Bayles Patrick Wright Peter Knapp John Mullard Malcolm Malpass* Robin Yarrow Bruce Carter Michael Cooper Timothy Kirk (kormányos) | Nyolcas      | 6:22,20  | 6.       | 6:43,55  | 5.       |          |          | B     | 6:29,23 | 4.    | 10.      |

* - John Mullard cseréje az előfutamban és az elődöntőben

## Gyeplabda
| Brit férfi gyeplabdacsapat-játékoskeret | Brit férfi gyeplabdacsapat-játékoskeret |
| --- | --- |
| - Jeremy Barham - Harry Cahill - Gerald Carr - Basil Christensen - Jim Deegan - Charles Donald - Tony Ekins - Roger Flood - Timothy Lawson | - Stuart Morris - John Neill - Richard Oliver - Malcolm Read - Keith Sinclair - Andrew Trentham - Campbell Whalley - David Wilman - Peter Wilson |

### Eredmények
Csoportkör
B csoport
| Csapat               | M | Gy | D | V | G+ | G– | Gk  | P  |
| -------------------- | - | -- | - | - | -- | -- | --- | -- |
| Pakisztán (PAK)      | 7 | 7  | 0 | 0 | 23 | 4  | +19 | 14 |
| Ausztrália (AUS)     | 8 | 5  | 1 | 2 | 15 | 7  | +8  | 11 |
| Kenya (KEN)          | 8 | 4  | 1 | 3 | 13 | 9  | +4  | 9  |
| Hollandia (NED)      | 7 | 4  | 0 | 3 | 11 | 11 | 0   | 8  |
| Franciaország (FRA)  | 7 | 2  | 1 | 4 | 2  | 5  | –3  | 5  |
| Nagy-Britannia (GBR) | 7 | 2  | 1 | 4 | 6  | 8  | –2  | 5  |
| Argentína (ARG)      | 7 | 1  | 1 | 5 | 4  | 20 | –16 | 3  |
| Malajzia (MAS)       | 7 | 0  | 3 | 4 | 2  | 12 | –10 | 3  |

| 1968. október 13. | Nagy-Britannia (GBR) | 2 – 0   | Argentína (ARG) |  |
| 1968. október 13. | Lawson Whalley       | (1 – 0) |                 |  |

| 1968. október 14. | Ausztrália (AUS) | 0 – 0 | Nagy-Britannia (GBR) |  |
| 1968. október 14. |                  |       |                      |  |

| 1968. október 16. | Hollandia (NED) | 2 – 1   | Nagy-Britannia (GBR) |  |
| 1968. október 16. | Vroonhoven Buma | (0 – 1) | Neill                |  |

| 1968. október 17. | Franciaország (FRA) | 1 – 0   | Nagy-Britannia (GBR) |  |
| 1968. október 17. | Pascarel            | (0 – 0) |                      |  |

| 1968. október 19. | Pakisztán (PAK) | 2 – 1   | Nagy-Britannia (GBR) |  |
| 1968. október 19. | Dar Ashfaq      | (1 – 0) | Neill                |  |

| 1968. október 20. | Kenya (KEN)      | 3 – 0   | Nagy-Britannia (GBR) |  |
| 1968. október 20. | Deegan 2 Matharu | (2 – 0) |                      |  |

| 1968. október 21. | Nagy-Britannia (GBR) | 2 – 0   | Malajzia (MAS) |  |
| 1968. október 21. | Morris Whalley       | (1 – 0) |                |  |

A 11. helyért
| 1968. október 23. | NDK (GDR)            | 2 – 1 (h. u.)  | Nagy-Britannia (GBR) |  |
| 1968. október 23. | A. Thieme Freiberger | (1 – 0, 0 – 1) | Wilman               |  |

| Csapat               | Helyezés |
| -------------------- | -------- |
| Nagy-Britannia (GBR) | 12.      |

## Kajak-kenu
Férfi
| Versenyző                                             | Versenyszám         | Előfutam | Előfutam | Előfutam | Vigaszág | Vigaszág | Vigaszág | Elődöntő | Elődöntő | Elődöntő | Döntő   | Döntő    |
| Versenyző                                             | Versenyszám         | Idő      | Hely.    | Össz.    | Idő      | Hely.    | Össz.    | Idő      | Hely.    | Össz.    | Idő     | Helyezés |
| ----------------------------------------------------- | ------------------- | -------- | -------- | -------- | -------- | -------- | -------- | -------- | -------- | -------- | ------- | -------- |
| John Glavin                                           | Kajak egyes 1000 m  | 4:16,7   | 6.       | 17.      | 4:19,28  | 2.       | 4.       | 4:14,93  | 5.       | 16.      | kiesett | kiesett  |
| Peter Lawler Mark Whitby                              | Kajak kettes 1000 m | 3:53,5   | 3.       | 13.      | erőnyerő | erőnyerő | erőnyerő | 3:59,50  | 5.       | 14.      | kiesett | kiesett  |
| Alistair Wilson Alan Edwards Michael Mean John Oliver | Kajak négyes 1000 m | 3:30,5   | 4.       | 14.      | 3:26,01  | 1.       | 1.       | 3:25,48  | 5.       | 13.      | kiesett | kiesett  |

Női
| Versenyző                  | Versenyszám        | Előfutam | Előfutam | Előfutam | Vigaszág | Vigaszág | Vigaszág | Döntő   | Döntő    |
| Versenyző                  | Versenyszám        | Idő      | Hely.    | Össz.    | Idő      | Hely.    | Össz.    | Idő     | Helyezés |
| -------------------------- | ------------------ | -------- | -------- | -------- | -------- | -------- | -------- | ------- | -------- |
| Sylvia Jackson             | Kajak egyes 500 m  | 2:13,6   | 6.       | 10.      | 2:17,98  | 5.       | 5.       | kiesett | kiesett  |
| Lesley Oliver Barbara Mean | Kajak kettes 500 m | 2:06,5   | 4.       | 7.       | 2:06,31  | 3.       | 3.       | 2:03,70 | 8.       |

## Kerékpározás

### Országúti kerékpározás
| Versenyző                                         | Versenyszám     | Idő              | Helyezés      |
| ------------------------------------------------- | --------------- | ---------------- | ------------- |
| William Bilsland                                  | Mezőnyverseny   | nem ért célba    | nem ért célba |
| Brian Jolly                                       | Mezőnyverseny   | 4:57:42 (+16:17) | 50.           |
| David Rollinson                                   | Mezőnyverseny   | 4:47:58 (+6:33)  | 34.           |
| Leslie West                                       | Mezőnyverseny   | nem ért célba    | nem ért célba |
| John Bettison Roy Cromack Peter Smith John Watson | Csapat időfutam | 2:16:38 (+8:49)  | 11.           |

### Pálya-kerékpározás
Sprintverseny
| Versenyző        | Versenyszám  | 1. forduló                                      | 1. forduló | Vigaszág                  | Vigaszág | 2. forduló                                        | 2. forduló | Vigaszág                                       | Vigaszág | Nyolcaddöntő                                     | Nyolcaddöntő | Vigaszág selejtező                                    | Vigaszág selejtező | Vigaszág döntő       | Vigaszág döntő | Negyeddöntő          | Elődöntő             | Döntő                | Helyezés    |
| Versenyző        | Versenyszám  | Ellenfelek Győztes idő                          | Hely.      | Ellenfél Győztes idő      | Hely.    | Ellenfelek Győztes idő                            | Hely.      | Ellenfelek Győztes idő                         | Hely.    | Ellenfelek Győztes idő                           | Hely.        | Ellenfelek Győztes idő                                | Hely.              | Ellenfél Győztes idő | Hely.          | Ellenfél Győztes idő | Ellenfél Győztes idő | Ellenfél Győztes idő | Helyezés    |
| ---------------- | ------------ | ----------------------------------------------- | ---------- | ------------------------- | -------- | ------------------------------------------------- | ---------- | ---------------------------------------------- | -------- | ------------------------------------------------ | ------------ | ----------------------------------------------------- | ------------------ | -------------------- | -------------- | -------------------- | -------------------- | -------------------- | ----------- |
| Ian Alsop        | Férfi egyéni | Ivan Kučírek (TCH) · Aubrey Bryce (GUY) · 11,03 | 2.         | Bob Boucher (CAN) · 11,19 | 1.       | Omar Phakadze (URS) · Miloš Jelínek (TCH) · 11,26 | 3.         | Leslie King (TRI) · José Mercado (MEX) · 11,16 | 3.       | kiesett                                          | kiesett      | kiesett                                               | kiesett            | kiesett              | kiesett        | kiesett              | kiesett              | kiesett              | helyezetlen |
| Reginald Barnett | Férfi egyéni | Bob Boucher (CAN) · George Artin (IRQ) · 11,34  | 1.         |                           |          | Ivan Kučírek (TCH) · José Mercado (MEX) · 11,38   | 2.         | John Nicholson (AUS) · 11,01                   | 1.       | Daniel Morelon (FRA) · Leslie King (TRI) · 11,00 | 3.           | Jürgen Barth (FRG) · Robert van Lancker (BEL) · 10,98 | 3.                 | kiesett              | kiesett        | kiesett              | kiesett              | kiesett              | helyezetlen |

Időfutam
| Versenyző       | Versenyszám  | Idő     | Helyezés |
| --------------- | ------------ | ------- | -------- |
| Brendan McKeown | Férfi egyéni | 1:06,56 | 16.      |

Üldözőversenyek
| Versenyző                                        | Versenyszám  | Selejtező | Selejtező | Nyolcaddöntő                                                                                           | Nyolcaddöntő | Nyolcaddöntő | Negyeddöntő  | Negyeddöntő | Negyeddöntő | Elődöntő     | Elődöntő  | Elődöntő | Döntő        | Döntő     | Helyezés    |
| Versenyző                                        | Versenyszám  | Idő       | Hely.     | Ellenfél Idő                                                                                           | Saját idő    | Hely.        | Ellenfél Idő | Saját idő   | Hely.       | Ellenfél Idő | Saját idő | Hely.    | Ellenfél Idő | Saját idő | Helyezés    |
| ------------------------------------------------ | ------------ | --------- | --------- | --- | ------------ | ------------ | ------------ | ----------- | ----------- | ------------ | --------- | -------- | ------------ | --------- | ----------- |
| Ian Hallam                                       | Férfi egyéni | 4:50,62   | 15.       | |              |              | kiesett      | kiesett     | kiesett     | kiesett      | kiesett   | kiesett  | kiesett      | kiesett   | 15.         |
| Ian Alsop Ian Hallam Harry Jackson Ronald Keeble | Férfi csapat |           |           | Olaszország (ITA) · Lorenzo Bosisio · Cipriano Chemello · Giorgio Morbiato · Luigi Roncaglia · 4:16,10 | 4:28,49      | 2.           | kiesett      | kiesett     | kiesett     | kiesett      | kiesett   | kiesett  | kiesett      | kiesett   | helyezetlen |

## Lovaglás
Díjlovaglás
| Versenyző                                      | Ló                                       | Versenyszám | Selejtező | Selejtező | Döntő   | Döntő   | Végeredmény | Végeredmény |
| Versenyző                                      | Ló                                       | Versenyszám | Pont      | Hely.     | Pont    | Hely.   | Pont        | Helyezés    |
| ---------------------------------------------- | ---------------------------------------- | ----------- | --------- | --------- | ------- | ------- | ----------- | ----------- |
| Johanna Hall                                   | Conversano Caprice                       | Egyéni      | 762       | 14.       | kiesett | kiesett | 762         | 14.         |
| Lorna Johnstone                                | El Guapo                                 | Egyéni      | 777       | 13.       | kiesett | kiesett | 777         | 13.         |
| Margaret Lawrence                              | San Fernando                             | Egyéni      | 793       | 11.       | kiesett | kiesett | 793         | 11.         |
| Johanna Hall Lorna Johnstone Margaret Lawrence | Conversano Caprice El Guapo San Fernando | Csapat      |           |           |         |         | 2,332       | 5.          |

Díjugratás
| Versenyző                               | Ló                                  | Versenyszám | 1. forduló | 1. forduló | 2. forduló | 2. forduló | Összesen | Összesen |
| Versenyző                               | Ló                                  | Versenyszám | Pont       | Hely.      | Pont       | Hely.      | Pont     | Helyezés |
| --------------------------------------- | ----------------------------------- | ----------- | ---------- | ---------- | ---------- | ---------- | -------- | -------- |
| David Broome                            | Mister Softee                       | Egyéni      | 4,00       | 3.         | 8,00       | 4.         | 12,00    |          |
| Marion Coakes                           | Stroller                            | Egyéni      | 0,00       | 1.         | 8,00       | 4.         | 8,00     |          |
| Harvey Smith                            | Madison Time                        | Egyéni      | 9,00       | 8.         | 8,25       | 10.        | 16,25    | 11.      |
| David Broome Marion Coakes Harvey Smith | Mister Softee Stroller Madison Time | Csapat      | 48,00      | 1.         | 111,50     | 12.        | 159,50   | 8.       |

Lovastusa
| Versenyző                                 | Ló                                 | Versenyszám | Díjlovaglás | Díjlovaglás | Tereplovaglás | Tereplovaglás | Díjugratás | Díjugratás | Végeredmény | Végeredmény |
| Versenyző                                 | Ló                                 | Versenyszám | Bünt.       | Hely.       | Bünt.         | Hely.         | Bünt.      | Hely.      | Bünt.       | Helyezés    |
| ----------------------------------------- | ---------------------------------- | ----------- | ----------- | ----------- | ------------- | ------------- | ---------- | ---------- | ----------- | ----------- |
| Derek Allhusen                            | Lochinvar                          | Egyéni      | -85,01      | 21.         | 44,40         | 4.            | -1,00      | 4.         | -41,61      |             |
| Jane Bullen                               | Our Nobby                          | Egyéni      | -86,51      | 22.         | -52,00        | 18.           | -25,50     | 30.        | -164,01     | 18.         |
| Reuben Jones                              | The Poacher                        | Egyéni      | -68,51      | 8.          | 4,40          | 9.            | -5,75      | 10.        | -69,86      | 5.          |
| Richard Meade                             | Cornishman V                       | Egyéni      | -97,01      | 28.         | 54,80         | 3.            | -22,25     | 26.        | -64,46      | 4.          |
| Derek Allhusen Reuben Jones Richard Meade | Lochinvar The Poacher Cornishman V | Csapat      | -240,03     | 5.          | 103,60        | 1.            | -29,00     | 2.         | -175,93     |             |

## Műugrás
Férfi
| Versenyző         | Versenyszám        | Selejtező | Selejtező | Döntő   | Döntő    |
| Versenyző         | Versenyszám        | Pont      | Helyezés  | Pont    | Helyezés |
| ----------------- | ------------------ | --------- | --------- | ------- | -------- |
| Frank Carter      | Egyéni műugrás     | 85,90     | 19.       | kiesett | kiesett  |
| Robin Baskerville | Egyéni toronyugrás | 81,23     | 27.       | kiesett | kiesett  |
| David Priestley   | Egyéni toronyugrás | 80,30     | 28.       | kiesett | kiesett  |

Női
| Versenyző         | Versenyszám        | Selejtező | Selejtező | Döntő  | Döntő    |
| Versenyző         | Versenyszám        | Pont      | Helyezés  | Pont   | Helyezés |
| ----------------- | ------------------ | --------- | --------- | ------ | -------- |
| Kathleen Rowlatt  | Egyéni műugrás     | 83,12     | 12.       | 122,16 | 12.      |
| Madeleine Haswell | Egyéni toronyugrás | 45,72     | 9.        | 82,33  | 12.      |

## Ökölvívás
| Versenyző        | Versenyszám   | Selejtező                       | 32-es főtábla                      | Nyolcaddöntő                  | Negyeddöntő                | Elődöntő                 | Döntő                          | Helyezés |
| Versenyző        | Versenyszám   | Ellenfél Eredmény               | Ellenfél Eredmény                  | Ellenfél Eredmény             | Ellenfél Eredmény          | Ellenfél Eredmény        | Ellenfél Eredmény              | Helyezés |
| ---------------- | ------------- | ------------------------------- | ---------------------------------- | ----------------------------- | -------------------------- | ------------------------ | ------------------------------ | -------- |
| Johnny McGonigle | Légsúly       |                                 | Nakamura Tecuaki (JPN) · 1-4       | kiesett                       | kiesett                    | kiesett                  | kiesett                        | 17.      |
| Michael Carter   | Harmatsúly    | erőnyerő                        | Jouko Lindbergh (FIN) · 5-0        | Valerian Szokolov (URS) · RSC | kiesett                    | kiesett                  | kiesett                        | 9.       |
| John Cheshire    | Pehelysúly    |                                 | Albert Robinson (USA) · RSC        | kiesett                       | kiesett                    | kiesett                  | kiesett                        | 17.      |
| John H. Stracey  | Könnyűsúly    | erőnyerő                        | Marvin Arneson (CAN) · 3-2         | Ronald Harris (USA) · 1-4     | kiesett                    | kiesett                  | kiesett                        | 9.       |
| Terence Waller   | Kisváltósúly  | Enrique Regüeiferos (CUB) · RSC | kiesett                            | kiesett                       | kiesett                    | kiesett                  | kiesett                        | 32.      |
| Alan Tottoh      | Váltósúly     | erőnyerő                        | Evángelosz Ikonomákosz (GRE) · 2-3 | kiesett                       | kiesett                    | kiesett                  | kiesett                        | 17.      |
| Eric Blake       | Nagyváltósúly |                                 | Bekele Alemu (ETH) · RSC           | Prince Amartey (GHA) · 4-1    | Rolando Garbey (CUB) · RSC | kiesett                  | kiesett                        | 5.       |
| Chris Finnegan   | Középsúly     |                                 | Titus Simba (TAN) · 5-0            | Ewald Wichert (FRG) · 3-2     | Mate Parlov (YUG) · 5-0    | Alfred Jones (USA) · 4-1 | Alekszej Kiszeljov (URS) · 3-2 |          |
| William Wells    | Nehézsúly     |                                 |                                    | Jonas Čepulis (URS) · RSC     | kiesett                    | kiesett                  | kiesett                        | 9.       |

## Öttusa
| Versenyző                                 | Versenyszám | Lovaglás | Lovaglás | Lovaglás | Vívás    | Vívás | Vívás | Lövészet | Lövészet | Lövészet | Úszás  | Úszás | Úszás | Futás   | Futás | Futás | Összesen    | Összesen |
| Versenyző                                 | Versenyszám | Idő      | Pont     | Hely.    | Eredmény | Pont  | Hely. | Pontszám | Pont     | Hely.    | Idő    | Pont  | Hely. | Idő     | Pont  | Hely. | Összes pont | Helyezés |
| ----------------------------------------- | ----------- | -------- | -------- | -------- | -------- | ----- | ----- | -------- | -------- | -------- | ------ | ----- | ----- | ------- | ----- | ----- | ----------- | -------- |
| Jeremy Fox                                | Egyéni      | 3:32     | 1010     | 21.      | 27–20    | 862   | 13.   | 189      | 890      | 19.      | 3:53,4 | 1006  | 9.    | 14:50,2 | 895   | 15.   | 4663        | 8.       |
| Barry Lillywhite                          | Egyéni      | 3:50     | 985      | 30.      | 25–22    | 816   | 20.   | 185      | 802      | 36.      | 3:57,0 | 982   | 13.   | 15:55,8 | 700   | 39.   | 4285        | 30.      |
| Robert Phelps                             | Egyéni      | 4:10     | 795      | 40.      | 17–30    | 632   | 42.   | 193      | 978      | 4.       | 4:00,3 | 964   | 18.   | 16:41,8 | 562   | 45.   | 3931        | 38.      |
| Jeremy Fox Barry Lillywhite Robert Phelps | Csapat      |          | 2790     | 10.      |          | 2324  | 10.   |          | 2670     | 3.       |        | 2952  | 3.    |         | 2157  | 12.   | 12893       | 8.       |

## Sportlövészet
Nyílt
| Versenyző         | Versenyszám          | Pont | Helyezés |
| ----------------- | -------------------- | ---- | -------- |
| Anthony Clark     | Gyorstüzelő pisztoly | 581  | 24.      |
| Robert Hassell    | Gyorstüzelő pisztoly | 580  | 26.      |
| Marcus Loader     | Szabadpisztoly       | 512  | 62.      |
| Charles Sexton    | Szabadpisztoly       | 543  | 29.      |
| Alister Allan     | Sportpuska, fekvő    | 595  | 9.       |
| John Palin        | Sportpuska, fekvő    | 596  | 5.       |
| John Braithwaite  | Trap                 | 198  |          |
| Eric Grantham     | Trap                 | 187  | 34.      |
| Alexander Bonnett | Skeet                | 191  | 14.      |
| Colin Sephton     | Skeet                | 188  | 26.      |

## Súlyemelés
| Versenyző         | Versenyszám | Nyomás                   | Nyomás                   | Szakítás | Szakítás | Lökés                    | Lökés                    | Összesen | Helyezés |
| Versenyző         | Versenyszám | Eredmény                 | Helyezés                 | Eredmény | Helyezés | Eredmény                 | Helyezés                 | Összesen | Helyezés |
| ----------------- | ----------- | ------------------------ | ------------------------ | -------- | -------- | ------------------------ | ------------------------ | -------- | -------- |
| Precious McKenzie | 56 kg       | 107,5                    | 7.                       | 92,5     | 9.       | 130,0                    | 7.                       | 330,0    | 9.       |
| Gerald Perrin     | 60 kg       | érvényes kísérlet nélkül | érvényes kísérlet nélkül | kiesett  | kiesett  | kiesett                  | kiesett                  | kiesett  | kiesett  |
| Peter Arthur      | 82,5 kg     | 137,5                    | 11.                      | 120,0    | 17.      | 157,5                    | 19.                      | 415,0    | 18.      |
| Michael Pearman   | 82,5 kg     | 140,0                    | 9.                       | 125,0    | 13.      | 160,0                    | 15.                      | 425,0    | 14.      |
| Sylvanus Blackman | 90 kg       | 132,5                    | 20.                      | 125,0    | 17.      | 162,5                    | 18.                      | 420,0    | 20.      |
| Louis Martin      | 90 kg       | 160,0                    | 4.                       | 145,0    | 4.       | érvényes kísérlet nélkül | érvényes kísérlet nélkül | kiesett  | kiesett  |
| Terence Perdue    | +90 kg      | 167,5                    | 6.                       | 142,5    | 9.       | 177,5                    | 11.                      | 487,5    | 10.      |

## Torna
Férfi
| Versenyző     | Versenyszám      | Selejtező | Selejtező | Döntő    | Döntő    |
| Versenyző     | Versenyszám      | Pontszám  | Helyezés  | Pontszám | Helyezés |
| ------------- | ---------------- | --------- | --------- | -------- | -------- |
| Michael Booth | Talaj            | 18,05     | 46.       | kiesett  | kiesett  |
| Michael Booth | Ugrás            | 17,85     | 78.       | kiesett  | kiesett  |
| Michael Booth | Korlát           | 17,65     | 85.       | kiesett  | kiesett  |
| Michael Booth | Nyújtó           | 17,75     | 80.       | kiesett  | kiesett  |
| Michael Booth | Gyűrű            | 15,55     | 106.      | kiesett  | kiesett  |
| Michael Booth | Lólengés         | 16,80     | 83.       | kiesett  | kiesett  |
| Michael Booth | Egyéni összetett |           |           | 103,65   | 91.      |
| Stanley Wild  | Talaj            | 17,75     | 65.       | kiesett  | kiesett  |
| Stanley Wild  | Ugrás            | 18,25     | 43.       | kiesett  | kiesett  |
| Stanley Wild  | Korlát           | 17,80     | 81.       | kiesett  | kiesett  |
| Stanley Wild  | Nyújtó           | 17,25     | 97.       | kiesett  | kiesett  |
| Stanley Wild  | Gyűrű            | 16,65     | 93.       | kiesett  | kiesett  |
| Stanley Wild  | Lólengés         | 17,80     | 48.       | kiesett  | kiesett  |
| Stanley Wild  | Egyéni összetett |           |           | 105,50   | 79.      |

Női
| Versenyző      | Versenyszám      | Selejtező | Selejtező | Döntő    | Döntő    |
| Versenyző      | Versenyszám      | Pontszám  | Helyezés  | Pontszám | Helyezés |
| -------------- | ---------------- | --------- | --------- | -------- | -------- |
| Margaret Bell  | Talaj            | 17,05     | 86.       | kiesett  | kiesett  |
| Margaret Bell  | Ugrás            | 16,30     | 85.       | kiesett  | kiesett  |
| Margaret Bell  | Felemás korlát   | 17,10     | 69.       | kiesett  | kiesett  |
| Margaret Bell  | Gerenda          | 17,50     | 52.       | kiesett  | kiesett  |
| Margaret Bell  | Egyéni összetett |           |           | 67,95    | 74.      |
| Mary Prestidge | Talaj            | 17,30     | 77.       | kiesett  | kiesett  |
| Mary Prestidge | Ugrás            | 16,30     | 85.       | kiesett  | kiesett  |
| Mary Prestidge | Felemás korlát   | 15,25     | 93.       | kiesett  | kiesett  |
| Mary Prestidge | Gerenda          | 16,75     | 72.       | kiesett  | kiesett  |
| Mary Prestidge | Egyéni összetett |           |           | 65,60    | 88.      |

## Úszás
Férfi
| Versenyző                                                     | Versenyszám            | Előfutam | Előfutam | Előfutam | Elődöntő | Elődöntő | Elődöntő | Döntő   | Döntő    |
| Versenyző                                                     | Versenyszám            | Idő      | Hely.    | Össz.    | Idő      | Hely.    | Össz.    | Idő     | Helyezés |
| ------------------------------------------------------------- | ---------------------- | -------- | -------- | -------- | -------- | -------- | -------- | ------- | -------- |
| Robert McGregor                                               | 100 m gyors            | 55,1     | 2.       | 12.*     | 53,8     | 1.       | 3.***    | 53,5    | 4.       |
| Michael Turner                                                | 100 m gyors            | 55,8     | 3.       | 22.**    | 55,6     | 8.       | 20.      | kiesett | kiesett  |
| Anthony Jarvis                                                | 100 m gyors            | 56,5     | 3.       | 33.**    | kiesett  | kiesett  | kiesett  | kiesett | kiesett  |
| Anthony Jarvis                                                | 200 m gyors            | 2:09,3   | 6.       | 41.*     |          |          |          | kiesett | kiesett  |
| Roderick Jones                                                | 100 m hát              | 1:04,1   | 3.       | 19.      | kiesett  | kiesett  | kiesett  | kiesett | kiesett  |
| Joseph Jackson                                                | 100 m hát              | 1:03,0   | 4.       | 11.*     | 1:02,8   | 7.       | 15.      | kiesett | kiesett  |
| Joseph Jackson                                                | 100 m pillangó         | 59,7     | 1.       | 11.*     | 59,3     | 3.       | 9.       | kiesett | kiesett  |
| John Thurley                                                  | 100 m pillangó         | 1:00,7   | 4.       | 24.*     | 1:01,2   | 8.       | 22.      | kiesett | kiesett  |
| John Thurley                                                  | 200 m pillangó         | 2:12,5   | 3.       | 10.      |          |          |          | kiesett | kiesett  |
| Martyn Woodroffe                                              | 200 m pillangó         | 2:11,6   | 1.       | 7.       |          |          |          | 2:09,0  |          |
| Martyn Woodroffe                                              | 100 m pillangó         | 59,7     | 2.       | 11.*     | 59,5     | 3.       | 10.      | kiesett | kiesett  |
| Martyn Woodroffe                                              | 200 m vegyes           | 2:22,0   | 2.       | 19.      |          |          |          | kiesett | kiesett  |
| Martyn Woodroffe                                              | 400 m vegyes           | 5:03,9   | 2.       | 9.       |          |          |          | kiesett | kiesett  |
| Raymond Terrell                                               | 400 m vegyes           | 5:19,5   | 6.       | 27.      |          |          |          | kiesett | kiesett  |
| Raymond Terrell                                               | 200 m vegyes           | 2:23,5   | 5.       | 24.      |          |          |          | kiesett | kiesett  |
| Roger Roberts                                                 | 100 m mell             | 1:11,7   | 5.       | 26.      | kiesett  | kiesett  | kiesett  | kiesett | kiesett  |
| Roger Roberts                                                 | 200 m mell             | 2:42,2   | 5.       | 27.      |          |          |          | kiesett | kiesett  |
| Stuart Roberts                                                | 200 m mell             | 2:39,1   | 6.       | 19.      |          |          |          | kiesett | kiesett  |
| Stuart Roberts                                                | 100 m mell             | 1:12,7   | 6.       | 30.      | kiesett  | kiesett  | kiesett  | kiesett | kiesett  |
| Michael Turner Robert McGregor David Hembrow Anthony Jarvis   | 4 × 100 m gyorsváltó   | 3:40,4   | 3.       | 6.       |          |          |          | 3:38,4  | 4.       |
| John Thurley Raymond Terrell Robert McGregor Anthony Jarvis   | 4 × 200 m gyorsváltó   | 8:16,3   | 4.       | 10.      |          |          |          | kiesett | kiesett  |
| Joseph Jackson Roger Roberts Martyn Woodroffe Robert McGregor | 4 × 100 m vegyes váltó | 4:07,7   | 3.       | 9.       |          |          |          | kiesett | kiesett  |

Női
| Versenyző                                                        | Versenyszám            | Előfutam | Előfutam | Előfutam | Elődöntő | Elődöntő | Elődöntő | Döntő    | Döntő    |
| Versenyző                                                        | Versenyszám            | Idő      | Hely.    | Össz.    | Idő      | Hely.    | Össz.    | Idő      | Helyezés |
| ---------------------------------------------------------------- | ---------------------- | -------- | -------- | -------- | -------- | -------- | -------- | -------- | -------- |
| Gillian Treers                                                   | 100 m pillangó         | 1:10,6   | 3.       | 16.      | 1:10,6   | 8.       | 16.      | kiesett  | kiesett  |
| Gillian Treers                                                   | 100 m gyors            | 1:06,3   | 6.       | 44.*     | kiesett  | kiesett  | kiesett  | kiesett  | kiesett  |
| Fiona Kellock                                                    | 100 m gyors            | 1:05,8   | 5.       | 39.      | kiesett  | kiesett  | kiesett  | kiesett  | kiesett  |
| Alexandra Jackson                                                | 100 m gyors            | 1:00,5   | 1.       | 2.       | 1:00,6   | 2.       | 3.*      | 1:01,0   | 6.       |
| Alexandra Jackson                                                | 200 m gyors            | 2:19,2   | 4.       | 14.      |          |          |          | kiesett  | kiesett  |
| Sarah Davison                                                    | 200 m gyors            | 2:26,1   | 6.       | 29.      |          |          |          | kiesett  | kiesett  |
| Sarah Davison                                                    | 400 m gyors            | 5:11,2   | 4.       | 25.      |          |          |          | kiesett  | kiesett  |
| Sheila Clayton                                                   | 400 m gyors            | 5:08,0   | 4.       | 23.      |          |          |          | kiesett  | kiesett  |
| Susan Williams                                                   | 400 m gyors            | 5:02,7   | 4.       | 21.      |          |          |          | kiesett  | kiesett  |
| Susan Williams                                                   | 200 m gyors            | 2:20,4   | 3.       | 17.      |          |          |          | kiesett  | kiesett  |
| Susan Williams                                                   | 800 m gyors            | 10:17,6  | 3.       | 12.      |          |          |          | kiesett  | kiesett  |
| Jacqueline Brown                                                 | 100 m hát              | 1:13,0   | 5.       | 26.*     | kiesett  | kiesett  | kiesett  | kiesett  | kiesett  |
| Jacqueline Brown                                                 | 200 m hát              | 2:40,0   | 5.       | 21.      |          |          |          | kiesett  | kiesett  |
| Wendy Burrell                                                    | 200 m hát              | 2:33,2   | 2.       | 4.       |          |          |          | 2:32,3   | 5.       |
| Wendy Burrell                                                    | 100 m hát              | 1:12,0   | 5.       | 22.      | kiesett  | kiesett  | kiesett  | kiesett  | kiesett  |
| Diana Harris                                                     | 100 m mell             | 1:19,8   | 3.       | 13.      | 1:19,3   | 8.       | 14.      | kiesett  | kiesett  |
| Diana Harris                                                     | 200 m mell             | 3:03,4   | 6.       | 25.      |          |          |          | kiesett  | kiesett  |
| Dorothy Harrison                                                 | 200 m mell             | 2:55,1   | 3.       | 15.      |          |          |          | kiesett  | kiesett  |
| Dorothy Harrison                                                 | 100 m mell             | 1:19,6   | 4.       | 12.      | 1:19,6   | 7.       | 15.      | kiesett  | kiesett  |
| Gillian Slattery                                                 | 100 m mell             | 1:20,7   | 4.       | 16.*     | 1:19,8   | 8.       | 16.      | kiesett  | kiesett  |
| Gillian Slattery                                                 | 200 m mell             | 2:51,2   | 2.       | 9.       |          |          |          | kiesett  | kiesett  |
| Margaret Auton                                                   | 100 m pillangó         | 1:08,5   | 3.       | 9.**     | 1:08,8   | 7.       | 13.      | kiesett  | kiesett  |
| Margaret Auton                                                   | 200 m pillangó         | 2:33,6   | 3.       | 8.       |          |          |          | 2:33,2   | 7.       |
| Shelagh Ratcliffe                                                | 200 m vegyes           | 2:34,9   | 3.       | 8.       |          |          |          | kizárták | kizárták |
| Shelagh Ratcliffe                                                | 400 m vegyes           | 5:33,2   | 2.       | 6.       |          |          |          | 5:30,5   | 5.       |
| Shelagh Ratcliffe Fiona Kellock Susan Williams Alexandra Jackson | 4 × 100 m gyorsváltó   | 4:16,3   | 3.       | 8.       |          |          |          | 4:18,0   | 7.       |
| Wendy Burrell Dorothy Harrison Margaret Auton Alexandra Jackson  | 4 × 100 m vegyes váltó | 4:40,4   | 4.       | 7.       |          |          |          | 4:38,3   | 6.       |

* - egy másik versenyzővel azonos időt ért el

** - két másik versenyzővel azonos időt ért el

*** - három másik versenyzővel azonos időt ért el

## Vitorlázás
Nyílt
| Versenyző                                 | Versenyszám     | Futam  | Futam | Futam | Futam  | Futam  | Futam  | Futam  | Pontszám | Helyezés |
| Versenyző                                 | Versenyszám     | 1      | 2     | 3     | 4      | 5      | 6      | 7      | Pontszám | Helyezés |
| ----------------------------------------- | --------------- | ------ | ----- | ----- | ------ | ------ | ------ | ------ | -------- | -------- |
| Michael Maynard                           | Finn dingi      | 10,0   | 17,0  | 24,0  | 23,0   | 26,0   | (42,0) | 29,0   | 129,0    | 22.      |
| Stuart Jardine James Ramus                | Csillaghajó     | 18,0   | 17,0  | 14,0  | 3,0    | 15,0   | 20,0   | (22,0) | 87,0     | 10.      |
| Iain MacDonald-Smith Rodney Pattisson     | Repülő hollandi | (39,0) | 0,0   | 0,0   | 0,0    | 0,0    | 0,0    | 3,0    | 3,0      |          |
| Robin Aisher Paul Anderson Adrian Jardine | 5,5 méteres     | 11,7   | 3,0   | 8,0   | 5,7    | (14,0) | 5,7    | 5,7    | 39,8     |          |
| Robin Judah Charles Reynolds David Tucker | Sárkányhajó     | 10,0   | 23,0  | 11,7  | (26,0) | 22,0   | 21,0   | 14,0   | 101,7    | 14.      |

## Vívás
Férfi
| Versenyző                                                              | Versenyszám       | Csoportkör | Csoportkör | Csoportkör | Csoportkör | Nyolcaddöntő                | Negyeddöntő                 | Elődöntő                                            | Vigaszág a döntőért       | Vigaszág a döntőért         | Vigaszág a döntőért       | Vigaszág a döntőért | Vigaszág a döntőért | Döntő             | Helyezés    |
| Versenyző                                                              | Versenyszám       | 1. kör | 1. kör     | 2. kör | 2. kör     | Nyolcaddöntő                | Negyeddöntő                 | Elődöntő                                            | 1. kör                    | 2. kör                      | 3. kör                    | 4. kör              | 5. kör              | Döntő             | Helyezés    |
| Versenyző                                                              | Versenyszám       | Ellenfél Eredmény | Hely.      | Ellenfél Eredmény | Hely.      | Ellenfél Eredmény           | Ellenfél Eredmény           | Ellenfél Eredmény                                   | Ellenfél Eredmény         | Ellenfél Eredmény           | Ellenfél Eredmény         | Ellenfél Eredmény   | Ellenfél Eredmény   | Ellenfél Eredmény | Helyezés    |
| ---------------------------------------------------------------------- | ----------------- | --- | ---------- | --- | ---------- | --------------------------- | --------------------------- | --------------------------------------------------- | ------------------------- | --------------------------- | ------------------------- | ------------------- | ------------------- | ----------------- | ----------- |
| Michael Breckin                                                        | Tőr, egyéni       | L. csoport · Vaszil Sztankovics (URS) · V · Ókava Heizaburó (JPN) · V · Jesús Gil (CUB) · GY · Silvio Fernández (VEN) · V                                                                | 4.         | E. csoport · Ryszard Parulski (POL) · V · Vaszil Sztankovics (URS) · V · Jean-Claude Magnan (FRA) · V · Ahmed El-Husseini (RAU) · GY · Carlos Calderón (MEX) · GY | 4.         | Ryszard Parulski (POL) · V  | Vigaszág                    | Vigaszág                                            | Dieter Wellmann (FRG) · V | kiesett                     | kiesett                   | kiesett             | kiesett             | kiesett           | 25.         |
| Bill Hoskyns                                                           | Tőr, egyéni       | I. csoport · Ion Drîmbă (ROU) · V · Mohamed Gamil El-Kalyoubi (RAU) · V · Herbert Cohen (USA) · GY · William Ronald (AUS) · GY                                                           | 3.         | B. csoport · Arcangelo Pinelli (ITA) · GY · Friedrich Wessel (FRG) · V · Szabó Sándor (HUN) · GY · Lawrence Anastasi (USA) · GY · Graeme Jennings (AUS) · GY      | 2.         | Arcangelo Pinelli (ITA) · V | Vigaszág                    | Vigaszág                                            | Udo Birnbaum (AUT) · GY   | Arcangelo Pinelli (ITA) · V | kiesett                   | kiesett             | kiesett             | kiesett           | 17.         |
| Graham Paul                                                            | Tőr, egyéni       | A. csoport · Dieter Wellmann (FRG) · GY · Viktor Putyatyin (URS) · GY · Graeme Jennings (AUS) · GY · Evaristo Prendes (ARG) · GY                                                         | 1.         | A. csoport · Daniel Revenu (FRA) · V · Tim Gerresheim (FRG) · V · Russell Hobby (AUS) · GY · Dagoberto Borges (CUB) · GY · Mohamed Gamil El-Kalyoubi (RAU) · GY   | 2.         | Friedrich Wessel (FRG) · V  | Vigaszág                    | Vigaszág                                            | Héctor Abaunza (MEX) · GY | Friedrich Wessel (FRG) · GY | Tănase Mureșanu (ROU) · V | kiesett             | kiesett             | kiesett           | 13.         |
| Nicholas Halsted                                                       | Párbajtőr, egyéni | L. csoport · Dieter Jung (FRG) · V · Viktor Modzolevszkij (URS) · GY · Carlos Calderón (MEX) · V · Arthur Cramer (BRA) · GY · Alberto Varela (URU) · GY                                  | 3.         | C. csoport · Bohdan Gonsior (POL) · V · Peter Lötscher (SUI) · V · Klaus Dumke (GDR) · GY · Jan von Koss (NOR) · V · Roland Losert (AUT) · GY                     | 4.         | Bohdan Gonsior (POL) · V    | Vigaszág                    | Vigaszág                                            | Haukler István (ROU) · GY | Bohdan Gonsior (POL) · V    | kiesett                   | kiesett             | kiesett             | kiesett           | 17.         |
| Bill Hoskyns                                                           | Párbajtőr, egyéni | I. csoport · Harry Fiedler (GDR) · GY · Jean-Pierre Allemand (FRA) · GY · Magdy Conyd (CAN) · GY · Dicki Sörensen (SWE) · V · Manuel González (CUB) · GY                                 | 1.         | H. csoport · Hrihorij Krissz (URS) · V · Carlos Couto (BRA) · V · Herbert Polzhuber (AUT) · V · Paul Pesthy (USA) · GY · Magdy Conyd (CAN) · GY                   | 4.         | Gianluigi Saccaro (ITA) · V | Vigaszág                    | Vigaszág                                            | Klaus Dumke (GDR) · V     | kiesett                     | kiesett                   | kiesett             | kiesett             | kiesett           | 25.         |
| Ralph Johnson                                                          | Párbajtőr, egyéni | F. csoport · Bohdan Gonsior (POL) · GY · Peter Lötscher (SUI) · V · Florent Bessemans (BEL) · GY · William Ronald (AUS) · GY · Guillermo Obeid (ARG) · GY                                | 1.         | F. csoport · Nemere Zoltán (HUN) · V · Stephen Netburn (USA) · GY · Jacques Ladègaillerie (FRA) · V · Carlos Calderón (MEX) · GY · Omar Vergara (ARG) · V         | 4.         | Peter Lötscher (SUI) · GY   | Kulcsár Győző (HUN) · V     | Vigaszág                                            | Vigaszág                  | Peter Lötscher (SUI) · V    | kiesett                   | kiesett             | kiesett             | kiesett           | 17.         |
| Rodney Craig                                                           | Kard, egyéni      | E. csoport · Vlagyimir Nazlimov (URS) · V · Kovács Tamás (HUN) · V · Anthony Keane (USA) · GY · Volker Duschner (FRG) · V · Gustavo Chapela (MEX) · GY · Fionbarr Farrell (IRL) · GY     | 3.         | A. csoport · Jerzy Pawłowski (POL) · V · Wladimiro Calarese (ITA) · V · Kovács Tamás (HUN) · V · Serge Panizza (FRA) · V · Alex Orban (USA) · V                   | 6.         |                             | kiesett                     | kiesett                                             | kiesett                   | kiesett                     | kiesett                   |                     |                     | kiesett           | helyezetlen |
| Alexander Leckie                                                       | Kard, egyéni      | D. csoport · Mark Rakita (URS) · V · Wladimiro Calarese (ITA) · V · Alex Orban (USA) · V · Román Quinos (ARG) · GY · William Fajardo (MEX) · GY · Nguyễn The Loc (VIE) · GY              | 4.         | D. csoport · Bakonyi Péter (HUN) · V · Alfonso Morales (USA) · V · Umjar Mavlihanov (URS) · V · Józef Nowara (POL) · V · Walter Köstner (FRG) · GY                | 6.         |                             | kiesett                     | kiesett                                             | kiesett                   | kiesett                     | kiesett                   |                     |                     | kiesett           | helyezetlen |
| Richard Oldcorn                                                        | Kard, egyéni      | B. csoport · Umjar Mavlihanov (URS) · V · Cesare Salvadori (ITA) · V · Marcel Parent (FRA) · GY · Vicente Calderón (MEX) · V · Alberto Lanteri (ARG) · GY · José Narciso Díaz (CUB) · GY | 5.         | kiesett | kiesett    |                             | kiesett                     | kiesett                                             | kiesett                   | kiesett                     | kiesett                   |                     |                     | kiesett           | helyezetlen |
| Michael Breckin Nicholas Halsted Bill Hoskyns Allan Jay Graham Paul    | Tőr, csapat       | 2. csoport · Egyesült Államok (USA) · 9-7 · Szovjetunió (URS) · 0-9 | 2.         | |            |                             | Japán (JPN) · 8 (64)-8 (66) | kiesett                                             |                           |                             |                           |                     |                     | kiesett           | helyezetlen |
| Edward Bourne Nicholas Halsted Bill Hoskyns Peter Jacobs Ralph Johnson | Párbajtőr, csapat | 5. csoport · Brazília (BRA) · 10-6 · Kuba (CUB) · 14-2 · Franciaország (FRA) · 9-4 | 1.         | |            |                             |                             | NSZK (FRG) · 5-9 · Olaszország (ITA) · 4-9          |                           |                             |                           |                     |                     | kiesett           | 7.          |
| David Acfield Rodney Craig Alexander Leckie Richard Oldcorn            | Kard, csapat      | 1. csoport · Mexikó (MEX) · 11-5 · Szovjetunió (URS) · 1-9 | 2.         | |            |                             |                             | Szovjetunió (URS) · 1-9 · Lengyelország (POL) · 2-9 |                           |                             |                           |                     |                     | kiesett           | 7.          |

Női
| Versenyző                                                               | Versenyszám | Csoportkör | Csoportkör | Csoportkör | Csoportkör | Negyeddöntő       | Elődöntő          | Vigaszág a döntőért | Vigaszág a döntőért | Vigaszág a döntőért | Döntő             | Helyezés    |
| Versenyző                                                               | Versenyszám | 1. kör | 1. kör     | 2. kör | 2. kör     | Negyeddöntő       | Elődöntő          | 1. kör              | 2. kör              | 3. kör              | Döntő             | Helyezés    |
| Versenyző                                                               | Versenyszám | Ellenfél Eredmény | Hely.      | Ellenfél Eredmény | Hely.      | Ellenfél Eredmény | Ellenfél Eredmény | Ellenfél Eredmény   | Ellenfél Eredmény   | Ellenfél Eredmény   | Ellenfél Eredmény | Helyezés    |
| ----------------------------------------------------------------------- | ----------- | --- | ---------- | --- | ---------- | ----------------- | ----------------- | ------------------- | ------------------- | ------------------- | ----------------- | ----------- |
| Margaret Bain                                                           | Tőr, egyéni | A. csoport · Alekszandra Zabelina (URS) · V · Bruna Colombetti (ITA) · V · Milady Tack-Fang (CUB) · V · Janice-Lee York-Romary (USA) · V · Elżbieta Franke-Cymerman (POL) · V | 6.         | kiesett | kiesett    | kiesett           | kiesett           | kiesett             | kiesett             | kiesett             | kiesett           | helyezetlen |
| Janet Wardell-Yerburgh                                                  | Tőr, egyéni | B. csoport · Antonella Ragno-Lonzi (ITA) · V · Dömölky Lídia (HUN) · V · Marie-Chantal Demaille (FRA) · V · Kamilla Składanowska (POL) · GY · Ivonne Witteveen (AHO) · GY     | 4.         | D. csoport · Jelena Novikova (URS) · V · Stahl Jencsik Katalin (ROU) · GY · Dömölky Lídia (HUN) · V · Heidi Schmid (FRG) · V · Milady Tack-Fang (CUB) · GY | 5.         | kiesett           | kiesett           | kiesett             | kiesett             | kiesett             | kiesett           | helyezetlen |
| Susan Green                                                             | Tőr, egyéni | D. csoport · Jelena Novikova (URS) · V · Szabó Orbán Olga (ROU) · V · Cathérine Rousselet-Ceretti (FRA) · V · Helga Mees (FRG) · V · Rosa del Moral (MEX) · GY                | 5.         | kiesett | kiesett    | kiesett           | kiesett           | kiesett             | kiesett             | kiesett             | kiesett           | helyezetlen |
| Eve Davies Julia Davis Margaret Bain Janet Wardell-Yerburgh Susan Green | Tőr, csapat | 3. csoport · Románia (ROU) · 3-13 · Szovjetunió (URS) · 3-13 | 4.         | |            | kiesett           | kiesett           |                     |                     |                     | kiesett           | 7.          |